# Kilija
Kilija (in italiano in passato Chilia, in ucraino Кілія?, in russo Килия?, Kilija; in rumeno: Chilia Nouă; dal greco: Kελλίa, Kellía, "i granai") è una città dell'Ucraina (18 745 abitanti) situata nel distretto di Izmaïl, nell'oblast' di Odessa. Ospita l'amministrazione della comunità territoriale di Kilija, una delle comunità territoriali dell'Ucraina. Sorge nel delta del Danubio di fronte alla città rumena di Chilia Veche.

## Geografia fisica
La città dà il nome al ramo del Danubio che segna parte del confine tra la Romania e l'Ucraina.

## Storia
Kilija venne fondata dal Principe di Moldavia Stefano il Grande (Ștefan III cel Mare) col nome rumeno di Chilia Nouă per contrastare l'Impero ottomano, che aveva conquistato la zona di Chilia Veche (sul lato del Danubio che è oggi romeno) nel XV secolo.
Divenne un importante porto moldavo, tuttavia fu conquistata dagli Ottomani nel 1484, che la mantennero fino al 1790, quando fu presa dall'esercito russo sotto il comando del generale Ivan Gudovič durante la guerra russo-turca (1787–1792). Il Times di Londra riferì che "35000 abitanti furono coinvolti in un massacro generale", un evento che fu "celebrato in prosa e poesia". La città fu restituita agli ottomani nel 1792, ma ripresa dai russi nel 1806 e assegnata loro ufficialmente nel 1812.
Dopo essere stata bombardata dalla flotta anglo-francese nel luglio 1854 durante la guerra di Crimea, fu ceduta alla Romania con il Trattato di Parigi (1856). Nel 1878, Kiliia fu trasferita di nuovo in Russia insieme a Budjak. Tra il 1918 e il 1940 fece nuovamente parte della Romania, poi integrata nell'Unione Sovietica e nella Repubblica Socialista Sovietica Ucraina (fu nuovamente detenuta brevemente dalla Romania, dal 1941 al 1944, durante la seconda guerra mondiale), e passò all'Ucraina indipendente dopo la fine dell'Unione Sovietica.

## Monumenti e luoghi d'interesse
L'edificio più antico di Kilija è la chiesa semi-sotterranea di San Nicola, che potrebbe risalire al 1485, anche se un'antica iscrizione nella chiesa afferma che fu fondata il 10 maggio 1647.

## Infrastrutture e trasporti

### Porti
- Porto di Kilija

## Geografia antropica
Fino al 18 luglio 2020 Kilija è stata il centro amministrativo del distretto di Kilija, abolito come parte della riforma amministrativa dell'Ucraina, che ha ridotto a sette il numero dei distretti dell'oblast' di Odessa. L'area del distretto di Kilija è stata fusa nel distretto di Izmaïl.